# روح‌الله عباسی
روح الله عباسی (۱۳۰۲ در آباده - ۱ اردیبهشت ۱۳۹۲ در پاریس)، پژوهشگر و مترجم ایرانی است . 

## زندگی
او در سال ۱۳۰۲ (ه.ش) در آباده متولد شد و در اول اردیبهشت‌ماه ۱۳۹۲ در پاریس درگذشت. پس از اتمام تحصیلات ابتدایی، در سال ۱۳۲۲ تحصیلات متوسطه را در دبیرستان نظام آغاز کرده همزمان با آن در مکتب شیخ علی اکبر ندافیان مشهور به شریف الواعظین، در آباده به یادگیری علوم اسلامی پرداخت. در ادامه تحصیل در دانشکده فنی به عنوان دانشجوی ارتش با کسب رتبه اول در امتحانات، برای تحصیل در رشته مهندسی رادار به فرانسه اعزام و پس از بازگشت، در نیروی دریائی جنوب با سمت فرمانده واحد رادار (ناو پلنگ) مشغول خدمت شد. 
اندکی بعد به سبب انتقاد و درگیری با فرماندهان به نیروی زمینی منتقل و به کرمان تبعید گردید . ولی همین تبعید زمینه‌ای برای تفحص و تأمل بیشتر در مسائل اجتماعی کشور شد و در ادامه به شبکه نظامی حزب توده ایران پیوست. با لو رفتن سازمان مدتی را در زندان به سر برد. 
پس از آزادی از زندان با توفیق در امتحانات، مجدداً وارد دانشگاه (تهران) و موفق به کسب رتبه اول دانشکده ادبیات شد ولی به دلیل سابقه‌اش، ساواک مانع از ادامه تحصیل و گذراندن دورهٔ دکتریش در اروپا شد، اما با توجه به شایستگی که از خود نشان داده بود و دستور شاه موفق شد برای ادامه تحصیل راهی اروپا شود. او شاگرد هانری لوفور فیلسوف مارکسیست فرانسوی بود  و پس از اتمام تحصیلات در رشته‌های دکترا در ادبیات فرانسه، دکترا در جامعه‌شناسی، دکترای سیکل سوم در اقتصاد و دکترای دولتی در علوم انسانی، سال‌ها در دانشگاه‌های فرانسه به عنوان استاد مشغول به تدریس بوده‌است. 
ایشان همچنین شاگرد استاد جعفری در فلسفه  و علوم عربی و امام سید مهدی روحانی در پاریس بوده  و موفق به کسب گواهی در قرآن‌شناسی و علوم اسلامی از طرف ایشان و استاد استخری شده‌است .
دکتر عباسی، به خوبی با شعر و موسیقی سنتی ایران آشنائی داشت و علاوه بر فارسی به سه زبان زنده دنیا یعنی، انگلیسی، فرانسوی و عربی مسلط بود.

## آثار

### ترجمه
- حرکت کمونیستی در ایران - سپهر ذبیح
- ناسیونالیسم در ایران - قطام- مارسل بل
- تاریخ ریاضیات
- تئوری پیدایش زمین و منظومه شمسی - اتواشمیت
- تمدن فرانسه - ژرژ دوهامل
- زندگی در فراخنای جهان - اووندن
- ساختمان خورشید - ماسوویچ
- غارت جهان سوم ( با همکاری ) - پیر ژاله
- اقتصاد جهان در قرن بیستم - وارگا
- جهانی که من می‌شناسم - برتراند راسل
- چرا مسیحی نیستم - برتراند راسل
- در آستانه قرآن ( با همکاری رامیار ) - رژی بلاشر
- قرآن جلوه ای از رحمان - رژی بلاشر
- طبق المناطق ( غیاث الدین کاشی ) -کندی
- مارکسیسم - هانری لوفور
- تمرکز اقتصادی در آمریکا ( با همکاری ) - ماندل
- جامعه‌شناسی مارکس - هانری لوفور

### تألیف
- خاطرات یک افسر توده ای، انتشارات فرهنگ
- زبان فرانسه (دوجلدی)، انتشارات امیرکبیر

## وصیت‌نامه ی دکتر عباسی خطاب بهامیر اطمینان
با سلام و درود فراوان
دوست ارجمند امیر اطمینان
همانطور که شما پیش احساس دارید، آرزوی این ارادتمند بر این مبتنی است که پس از مرگ جسد مرا از فرانسه به ایران اعزام دارند. در این مقال از شما خواهش دارم به نکات زیر دوستانه و مهربانانه بیندیشید:
محل مقبره در پای کوه خواجه واقع باشد: در محلی که بنام خرابه های تل شاه نشین شناخته شده، و نه دور از مجاورت کوسمون کفا.
علاقه‌مندم مقبره همسایه باشد با درمانگاهی که خواهرزاده ام دکتر پریسا پایه‌گذاری خواهد کرد و نیز ایجاد یک مدرسه بنام مرکز تحقیقات فلسفی مذهبی و علمی، نیز در همان محوطه.
در اینجا با یکی از سازمان‌های تدفین در جریان ایجاد قراردادی هستم و هزینه ارسال جسد را با هواپیمای ایران ایر، تا فرودگاه تهران، پرداخت خواهم ساخت. برای انتقال جسد از تهران به آباده از توران و پریسا و حمید خواهش دارم که زحمت آنرا متحمل گردند.
مرکز تحقیقات علمی و فلسفی مذهبی نامبرده مالک کتابخانه شخصی من خواهد بود.
باید برای ارسال کتابخانه شخصی حقیر، که همه علمی و فلسفی است، ترتیب  معقول، داده شود.
از شما خواهشمندم با شهردار فعلی آباده، که انسان پاک سرشت و شایسته‌ای است، و برای دانش پژوهان مقام و ارزشی شایسته نشان ابراز میدارد، در این باره مذاکره شود.
خواهش من این است که مسئولان شهرداری آباده برای  این وصیت که، به احتمال،  خواست اکثر آباده ای های خارج از ایران است، حسن نظر نشان دهد.
و در ایجاد مقبره و درمانگاه و مرکز علمی نامبرده، در محله ای واحد، تا آنجا که ممکن است، یاری و مددکاری و  همراهی نشان دهند.
جزئیات اجرای این برنامه، با همفکری دوستان و همشهری‌های عزیز طراحی خواهد شد.
ان شاء الله 
روح الله عباسی آباده ای 

اول نوامبر 2009